# مالین لوونستاد
مالین لوونستاد (انگلیسی: Malin Levenstad؛ زادهٔ ۱۳ سپتامبر ۱۹۸۸) بازیکن فوتبال اهل سوئد است.
از باشگاه‌هایی که در آن بازی کرده‌است می‌توان به باشگاه فوتبال روزنگرد و باشگاه فوتبال آی‌ای‌کی اشاره کرد.
وی همچنین در تیم ملی فوتبال زنان سوئد بازی کرده‌است.